# سامسون خاتشريان
سامسون خاتشريان (مواليد 2 فبراير 1960) هو ملاكم من الاتحاد السوفيتي، مثّل بلاده في الألعاب الأولمبية الصيفية 1980.

## روابط خارجية
سامسون خاتشريان على موقع أوليمبيديا (الإنجليزية)